# Лашкевич, Тимофей
Лашкевич Тимофей (укр. Лашкевич Тимофій 189?-19.03.1920) — коммунист-большевик, анархо-махновец. Комкор 1-го Донецкого корпуса РПАУ .

## Биография
Тимофей родился в конце девятнадцатого столетия в украинской семье .
В 1918 году, Тимофей вступил партию большевиков, был призван в Красную армию был помощником командира 13-го Советского полка.
В сентябре 1919 года Тимофей присоединился к РПАУ в которой командовал 13-м Повстанческим полком им. Н. Махно. В начале октября Тимофей был начальником гарнизона города Запорожье. В Запорожье Тимофей с целью борьбы с пьянством издал указ по гарнизону о запрете продажи алкоголя повстанцам в городе.
28 октября 1919 года 13 полк Лашкевича занял Екатеринослав, и потопил защитников города 4-ю сводную дивизию и бригаду стражников. С занятием города Лашкевича назначили начальником гарнизона Екатеринослава. Будучи начальником гарнизона Екатеринослава Тимофей получил 5 млн рублей контрибуции и не сдал её в армейскую кассу.
В 1920 году непродолжительное время Лашкевич был комкором 1-го Донецкого корпуса. В начале 1920 году попал в плен к красным, но смог бежать.
В январе 1920 года Лашкевич приехал в Великоновосёловку, в которой устраивал вечеринки за армейский счёт. 18 марта 1920 года в Великоновосёловку приехал Виктор Белаш, в селе работали Буданов и Лашкевич. Вот как описал Белаш встречу с Лашкевичем :
« Встреча была очень радостная. Все с ним целовались, обнимали расспрашивали его как он убежал от коммунистов.»
В это время в штаб стали приходить местные повстанцы — греки и стали рассказывать, какую разгульную жизнь Тимофей вёл в селе.
Белаш потребовал у последнего отчёт о растратах. Тимофей ответил: «Я виноват». В этот же день по делу Лашкевича было собрание командиров, которое вынесло ему смертный приговор.
19 марта Лашкевича арестовали. Вскоре в Великоновоселовку приехал Нестор Махно. В центре села собрались местные жители и повстанцы, туда же привели Тимофея для расстрела. Приговор исполнял Гаврик, два раза в него выстрелил, но оба раза была осечка. Лашкевич бросился бежать, повстанцы дали по нему два залпа — он продолжал бежать. Тогда за ним погнался Лепченко. Когда он подошёл к упавшему Тимофею, чтобы пустить пулю в голову, тот посмотрел на него и сказал:
«Зато пожил !».